# Varicorhinus ensifer
Varicorhinus ensifer är en fiskart som beskrevs av Boulenger, 1910. Varicorhinus ensifer ingår i släktet Varicorhinus och familjen karpfiskar. IUCN kategoriserar arten globalt som livskraftig. Inga underarter finns listade i Catalogue of Life.